# Esther Afua Ocloo
Esther Afua Ocloo, née Esther Afua Nkulenu, le 18 avril 1919, morte le 8 février 2002, est une entrepreneuse et une pionnière du micro-crédit ghanéenne.
Elle est l'une des fondatrices de la Women's World Banking , en 1976, avec Michaela Walsh et Ela Bhatt, et la première présidente du conseil d'administration de cet organisme. Elle reçoit en 1990 l'African Prize for Leadership et de nombreuses autres distinctions pour son travail en faveur de l'autonomie économique des femmes et des familles. 

## Biographie
Esther Afua Nkulenu est née en avril 1919 dans la Région de la Volta, fille de George Nkulenu, un forgeron, et de son épouse Georgina, potière et agricultrice, d'origine ewes. Envoyée par sa grand-mère à l'école primaire presbytérienne, la jeune fille étudie ensuite dans un collège à Péki Blengo, économisant sur les frais en raison des ressources  modestes de sa famille . Elle bénéficie ensuite d'une bourse offerte aux jeunes femmes par Cadbury, l'entreprise de chocolat qui achète du cacao au Ghana. Cette bourse lui permet de prolonger ses études à l'Achimota School, une école réputée du district d'Accra, loin du domicile familial.
Pour continuer à étudier et subvenir à ses besoins, elle a l'idée de lancer une activité artisanale de transformation d'aliments, avec une aide financière, modeste, d'une tante. Elle vend ses produits dans la rue comme un vendeur ambulant, à la surprise de ses camarades de classe. Puis elle obtient de fournir en confiture et jus d'orange l'Achimota School. Elle est sélectionnée ensuite, dans un deuxième temps, sur  un contrat d'approvisionnement en jus de fruit de l'armée, la Royal West African Frontier Force (RWAFF), mais n'a pas les fonds nécessaires pour adapter en conséquence son entreprise. Bien qu'elle n'ait eu aucune garantie, elle réussit à convaincre une banque de lui accorder un prêt. Son entreprise est pérennisée, se développe. Elle devient en 1942 la Nkulenu Industries (son nom de jeune fille), créant encore d'autres produits comme les tomates en conserve et les bases de soupe,,.
Elle est ensuite parrainée par le Collège Achimota pour aller étudier en Angleterre de 1949 à 1951,. Elle revient ensuite au Ghana, se marie avec Stephen Ocloo et fonde une famille. Elle reste également membre de l'église presbytérienne, notamment l'Église de Madina (une banlieue d'Accra)  et de groupe de femmes associés à ce mouvement chrétien.
Elle travaille à l'expansion de son entreprise. Elle voyage en Angleterre, en 1956, pour développer des recettes de mise en conserve. Pour surmonter les préjugés des Ghanéens sur les biens produits localement, elle constitue une association de fabricants et aide à organiser la première exposition de produits Made in Ghana  en 1958. Encouragée par le Président Kwame Nkrumah, elle devient la première présidente de ce qui est devenu la Fédération de l'industrie ghanéenne, de 1959 à 1961. En 1964, elle est la première femme ghanéenne  à être nommée présidente exécutive de la National Food and Nutrition Board du Ghana. Dans le milieu des années 1960, elle étend ses activités dans la teinture par nouage de textile.
À partir des années 1970, elle travaille au niveau national et international pour l'autonomie économique des femmes. Elle est nommée conseillère pour le Conseil des Femmes et du Développement de 1976 à 1986, membre du Comité Consultatif Économique national du Ghana de 1978 à 1979, et membre du Conseil d'État de la Troisième République du Ghana , de 1979 à 1981. Elle intervient à la Première Conférence Mondiale sur les Femmes (World Conference on Women) à Mexico en 1975. 
À la suite de la conférence de Mexico, où elle constate que certaines de ses idées sont transposables dans d'autres pays, elle se consacre au développement du micro-crédit, afin de stimuler la capacité des femmes à créer des entreprises. Elle est l'une des membres fondatrices, avec Ela Bhatt, fondatrice d'une banque coopérative pour les femmes analphabètes en Inde, et Michaela Walsh, banquière d'une banque d'investissement de New York. Esther Afua Ocloo est la première présidente du Conseil d'Administration de la Women's World Banking, en 1979.
Elle est morte à Accra, en février 2002 des suites d'une pneumonie. Elle reçoit des funérailles nationales à Accra, et est enterrée dans sa ville natale de Péki Dzake.